# Birkenhof (Konradsreuth)
Birkenhof ist ein Gemeindeteil der Gemeinde Konradsreuth im Landkreis Hof (Oberfranken, Bayern). Birkenhof liegt in der Gemarkung Ahornberg.

## Geografie
Die Einöde liegt auf freier Flur. Ein Anliegerweg führt 200 Meter nordwestlich zu einer Gemeindeverbindungsstraße, die nördlich die A 9 unterquerend nach Almbranz bzw. südlich nach Ahornberg zur Kreisstraße HO 25 verläuft.

## Geschichte
Birkenhof gehörte zur Realgemeinde Ahornberg. Gegen Ende des 18. Jahrhunderts bestand Birkenhof aus einem Anwesen. Die Hochgerichtsbarkeit stand dem bayreuthischen Stadtrichteramt Münchberg zu. Die Rittergüter Ebnath und Schwarzenreuth waren Grundherren des Hauses.
Von 1797 bis 1810 unterstand Birkenhof dem Justiz- und Kammeramt Münchberg. Infolge des Ersten Gemeindeedikts wurde Birkenhof dem 1812 gebildeten Steuerdistrikt Ahornberg und der zugleich entstandenen Ruralgemeinde Ahornberg zugewiesen. In der freiwilligen Gerichtsbarkeit unterstand das Anwesen dem Patrimonialgericht Grossenau. Im Zuge der Gebietsreform in Bayern wurde Birkenhof am 1. Mai 1978 nach Konradsreuth eingemeindet.

### Einwohnerentwicklung
| Jahr      | 001812 | 001819 | 001861 | 001871 | 001885 | 001900 | 001925 | 001950 | 001961 | 001970 | 001987 |
| Einwohner | *      | *      | 7      | 6      | 6      | 7      | 8      | 2      | 3      | 6      | 5      |
| Häuser    | *      |        |        |        | 1      | 1      | 1      | 1      | 1      |        | 1      |
| Quelle    | [ 6 ]  | [ 9 ]  | [ 10 ] | [ 11 ] | [ 12 ] | [ 13 ] | [ 14 ] | [ 15 ] | [ 16 ] | [ 17 ] | [ 1 ]  |

## Religion
Birkenhof ist nach St. Martin (Ahornberg) gepfarrt und evangelisch-lutherisch geprägt.